# Тентелева

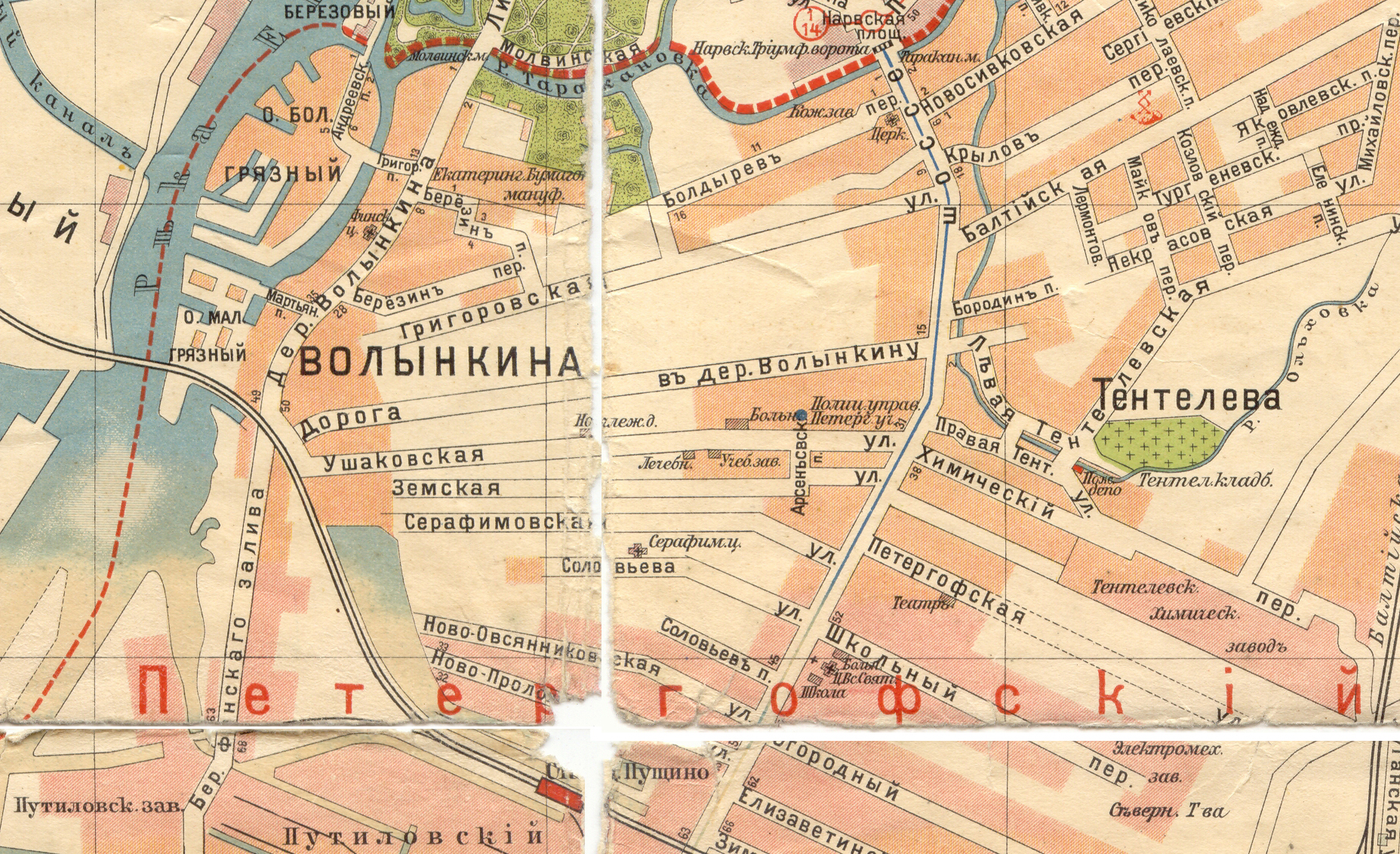
Район деревни Тентелева, 1913 год

Тентелева, Тентелево (фин. Tönttölä, Тёнтёля) — поселение допетровской эпохи на современной территории Санкт-Петербурга. Располагалась за Нарвской заставой, на территории современного Кировского района Петербурга.

## География
На 1917 год — деревня на реке Ольховке (Тентелевке), притоке Таракановки, в Московской волости Петроградского уезда, в пределах Петергофского (пригородного) участка столицы.

## История
В XIX веке в окрестностях деревни построили Нарвские ворота. В XIX веке в деревне было 27 домов на 54 души. В деревне имелась кузница. Крестьяне выращивали коров, которых пасли на пастбищах близ Балтийской железной дороги.
В районе современного Урхова переулка до 1933 года располагалось инославное лютеранское кладбище. На этом кладбище в 1908 году был похоронен Франц Сан-Галли
В 1875 году к югу от деревни был построен Тентелевский химический завод, в честь которого назван современный Химический переулок.
Первоначально Улица Маршала Говорова называлась Левой Тентелевой.